# Szusi

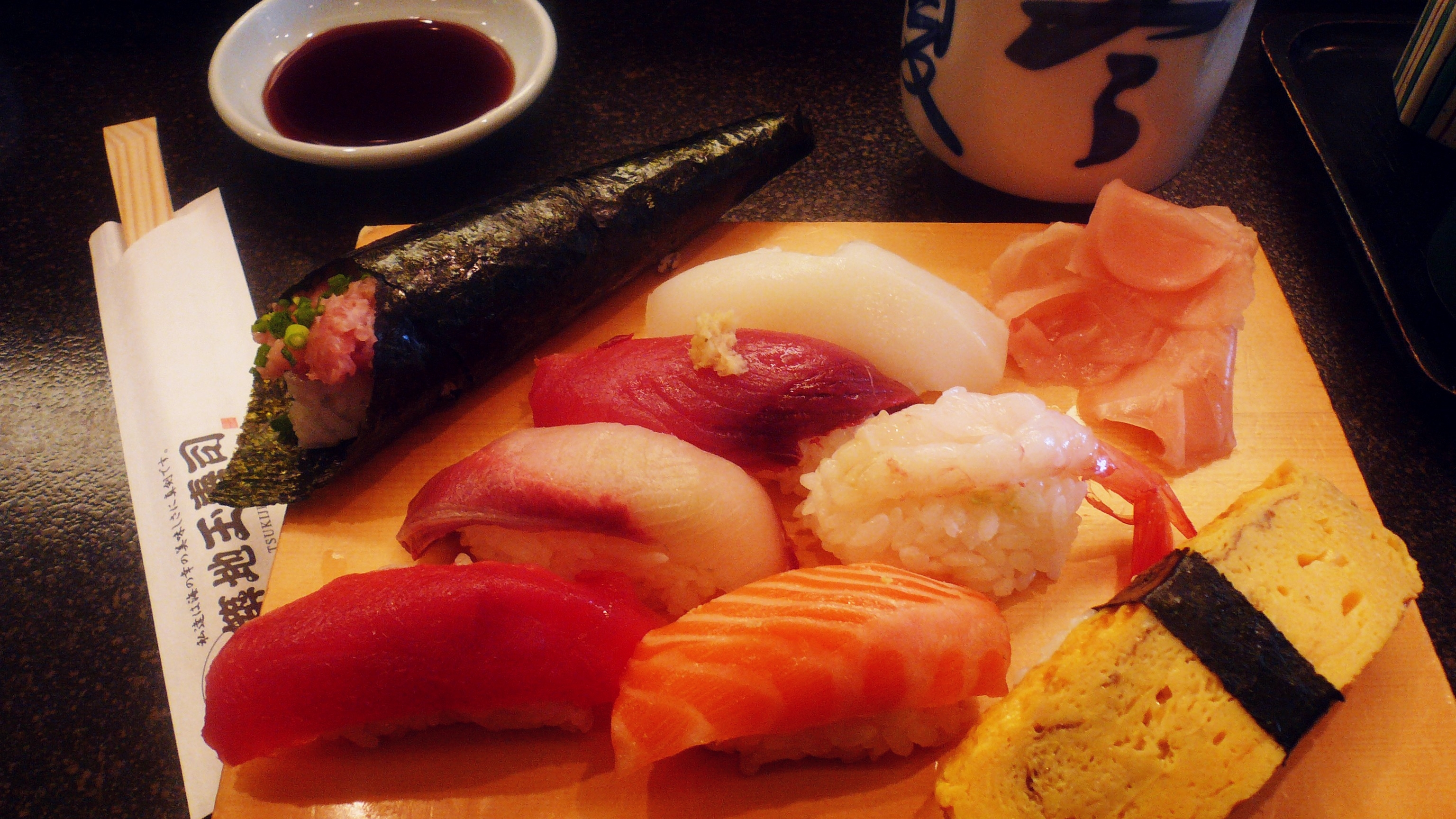
Nigirizusi különféle változatai

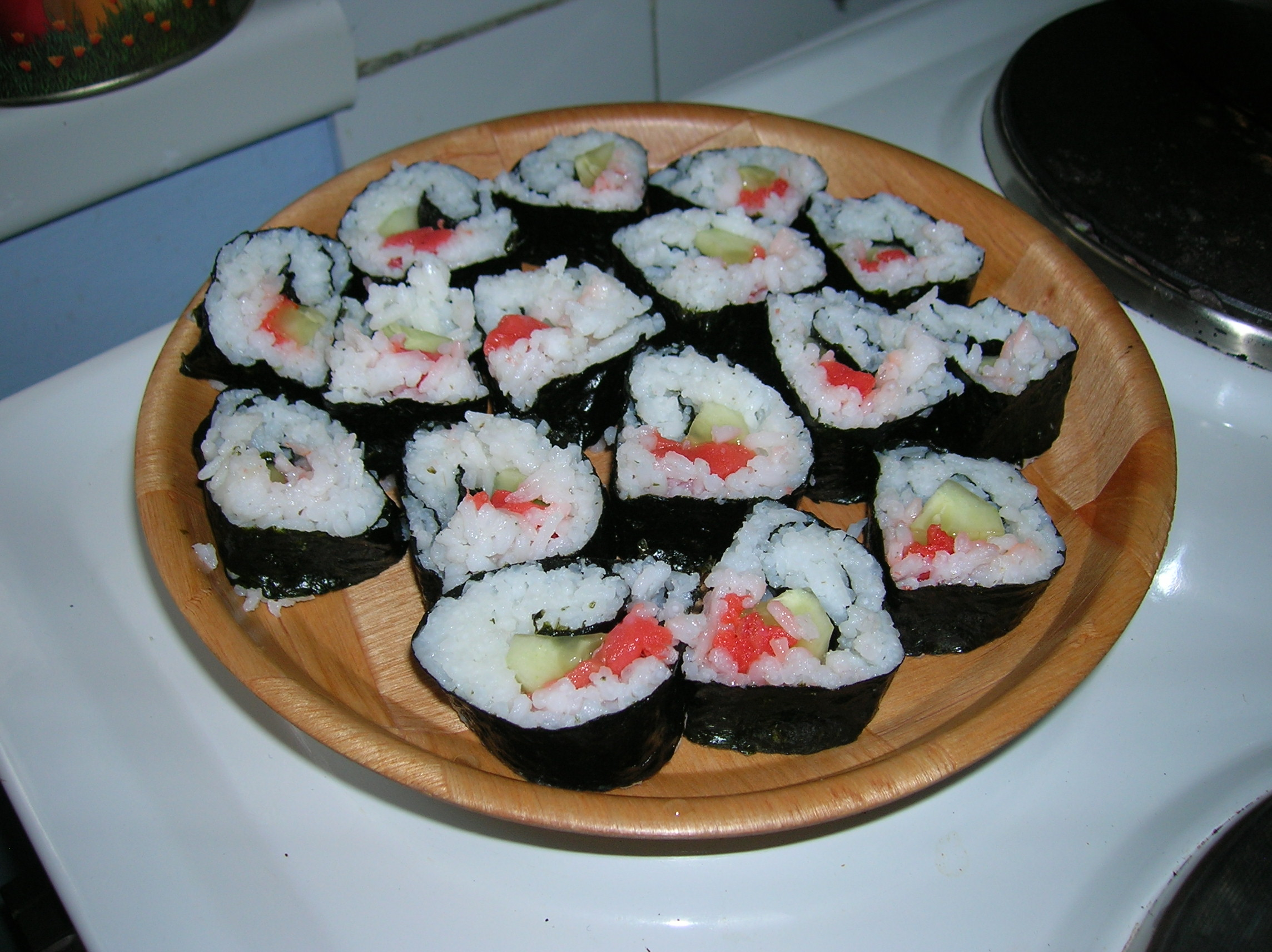
Makizusi lazaccal és uborkával

A szusi főbb típusai: nigirizusi, makizusi, szusitekercs

A szusi (Hepburn-átírásban: sushi, japánul 寿司, 鮨 vagy 鮓) főtt, ecetes rizs, amit leggyakrabban hallal vagy más tengeri eredetű élelmiszerrel együtt tálalnak. A közhiedelemmel ellentétben nem nyers halat jelent (ennek japán neve szasimi), bár ez is gyakori összetevője. Több formában készítik; a száraz, préselt algalapokba (nori) tekert változata a makizusi (巻き), a kis, sült tofubatyuba csomagolt az inarizusi, a tálba tett szusirizsre szórt feltétekből álló szusi pedig a csirasi-zusi (ちらし).
Írásmódjánál megjegyzendő, hogy amikor a szusi szó nem önmagában áll, hanem előtaggal, akkor az első sz z-vé változik (pl. nigirizusi), a japán nyelvben rendaku néven ismert mássalhangzó-változás miatt.

## Története

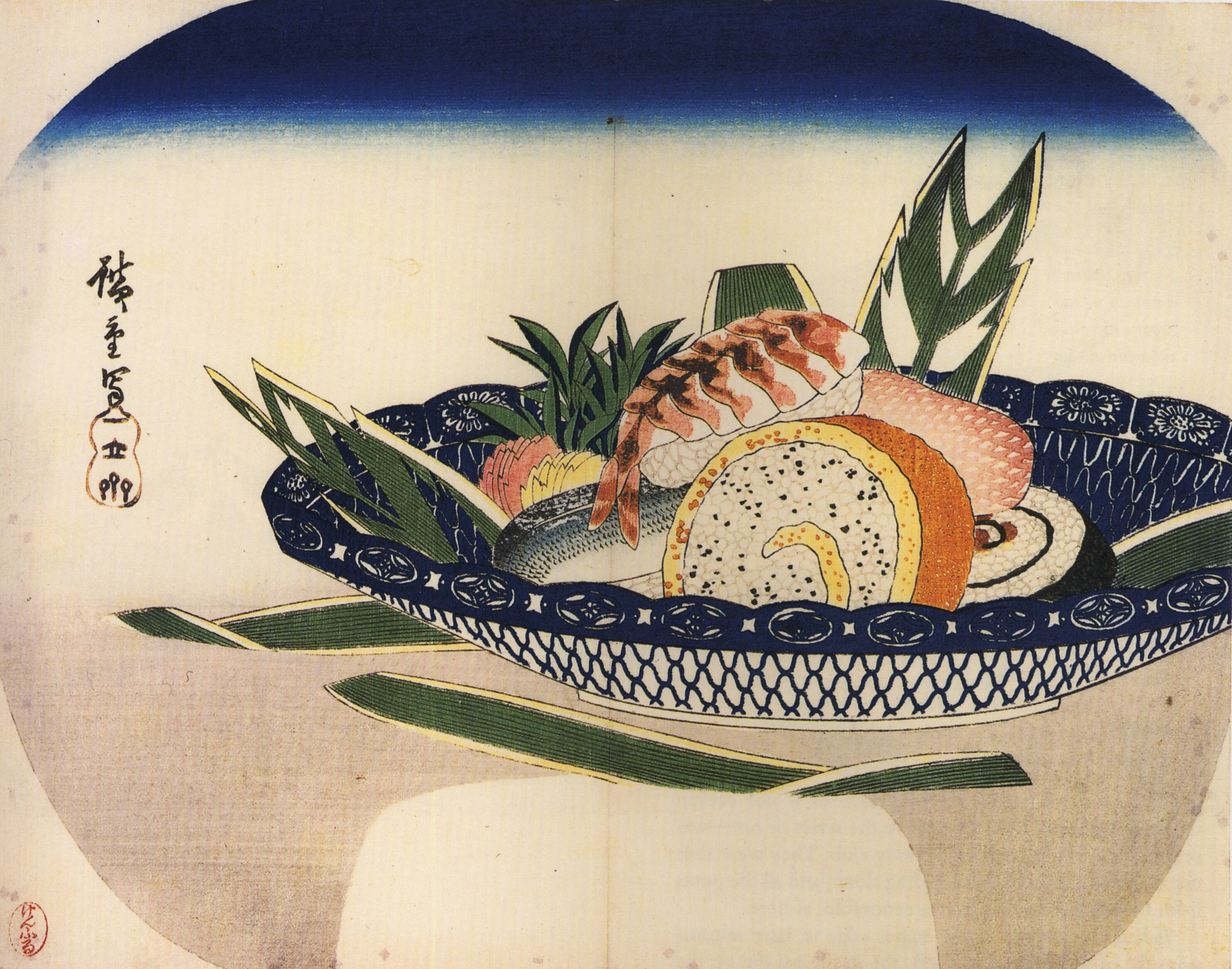
Utagava Hirosige: Egy tál szusi

A szusi hagyományos változatában erjesztett halas rizs, amit sóban tartósítanak. Ez a módszer Délkelet-Ázsiából származik és ott a mai napig népszerű. A szusi szó egy mára régiesnek számító, más szövegösszefüggésben nem használt nyelvtani forma, jelentése: „ez savanyú”.
A rizsbe csomagolt hal erjedésének oka, hogy az erjedő rizsből keletkező ecet aminosavakká bontja le a halat. Eredménye az umami nevű íz, ami a japánok szerint az ötödik alapíz az édes, sós, savanyú és keserű mellett. Japánban a szusi legrégebbi változata, a narezusi készítése még mindig hasonlít erre a folyamatra. Ebből alakult ki aztán az osizusi, majd az edomae nigirizusi, amit a világ többi része ma szusi néven ismer.
A mai japán szusi már nem sokban hasonlít a hagyományosra. Eredetileg csak a halat fogyasztották el, a készítéséhez használt rizst eldobták. A narezusi egy fajtája, az erős aromájú funazusi, amit a Biva-tó környékén készítettek, nagyban hasonlít az eredeti erjesztett ételre. A Muromacsi-korszakban (1336–1573) kezdtek a jobb íz és tartósítás érdekében ecetet adni az ételhez. Az ecet kiemelte a rizs savanyúságát, és tartósabbá is tette, így az erjesztési időszakot le lehetett rövidíteni, majd teljesen el lehetett hagyni. Az ezt követő évszázadokban Oszakában kialakult az osizusi. Ebben a halakat és más tengeri eredetű ételeket fa- (rendszerint bambusz-) formákban préselték össze. A 18. század közepére ez a fajta szusi elérte Edót (a mai Tokió).
A mai változatot, amit világszerte szusiként ismernek, Hanaja Johei (華屋与兵衛; 1799–1858) találta fel Edóban, az Edo-korszak végén. Ez a mai gyorsételek egyik korai változata. A rizst nem erjesztik, így gyorsan elkészül, és könnyen elfogyasztható, akár útközben is. Ennek eredetileg edomae zusi volt a neve, mert az Edo-mae (Edói-öböl vagy Tokiói-öböl) frissen fogott halait használták benne. Bár ma már nemcsak az itt fogott halból készül, hivatalos neve még mindig edomae nigirizusi.

## Típusai
A különféle szusitípusok közös eleme a szusirizs. A szusifajták különbözősége az egyes feltétekből vagy töltelékekből ered, illetve a módból, ahogy ezekből összeállítják az ételt. Ugyanazokat az összetevőket hagyományos és modern módon is össze lehet rakni.

### Nigirizusi
A nigirizusi (握り寿司, szó szerint: 'kézzel formált szusi') rizsből formált ovális gombóc, amit kézzel formáznak, és rendszerint feltét, illetve vaszabi kerül rá. A feltét rendszerint hal (lazac, tonhal) vagy egyéb tenger gyümölcse. Bizonyos feltéteket vékony noricsíkkal rögzítenek a rizshez, ezek közé tartozik a tintahal vagy kalmár (ika), az édesvízi angolna (unagi), tengeri angolna (anago), polip (tako) és édes rántotta (tamago). Ha köret nélkül rendelik, rendszerint párosával szolgálják fel. Egy adag szusiban a felsorolt feltétek közül mindig csak egy szerepel.
A gunkanmaki (軍艦巻, 'csatahajó-tekercs') a nigirizusi egy fajtája: ovális, kézzel formált rizsgombóc, amit noricsíkkal kötnek át, mert belsejében lágy vagy apróra vágott töltelék található, például kaviár, nattó, osztriga, majonézes kukorica vagy fürjtojás. A gunkanmakit 1931-ben találták fel a Ginza Kyubey étteremben; feltalálása bővítette a szusihoz használható alapanyagok körét.
A temarizusi (手まり寿司, 'golyószusi') kézzel formált rizsgömb, ennél a rizst és halat műanyagfólia tartja a megfelelő alakban. Könnyű elkészítési módja miatt kezdőknek is ajánlott.

### Makizusi

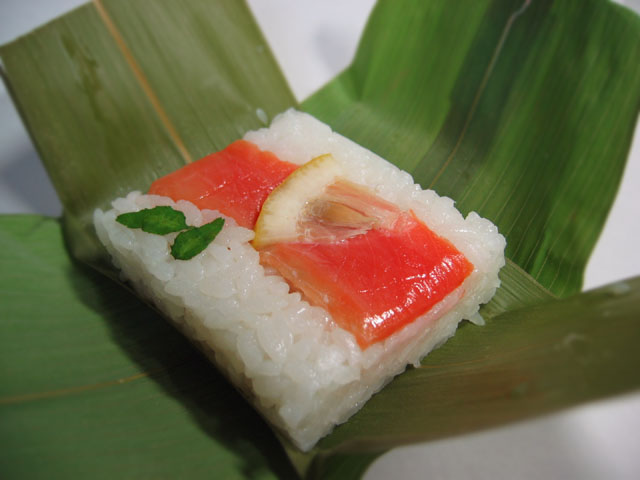
Szaszazusi, az osizusi egy fajtája

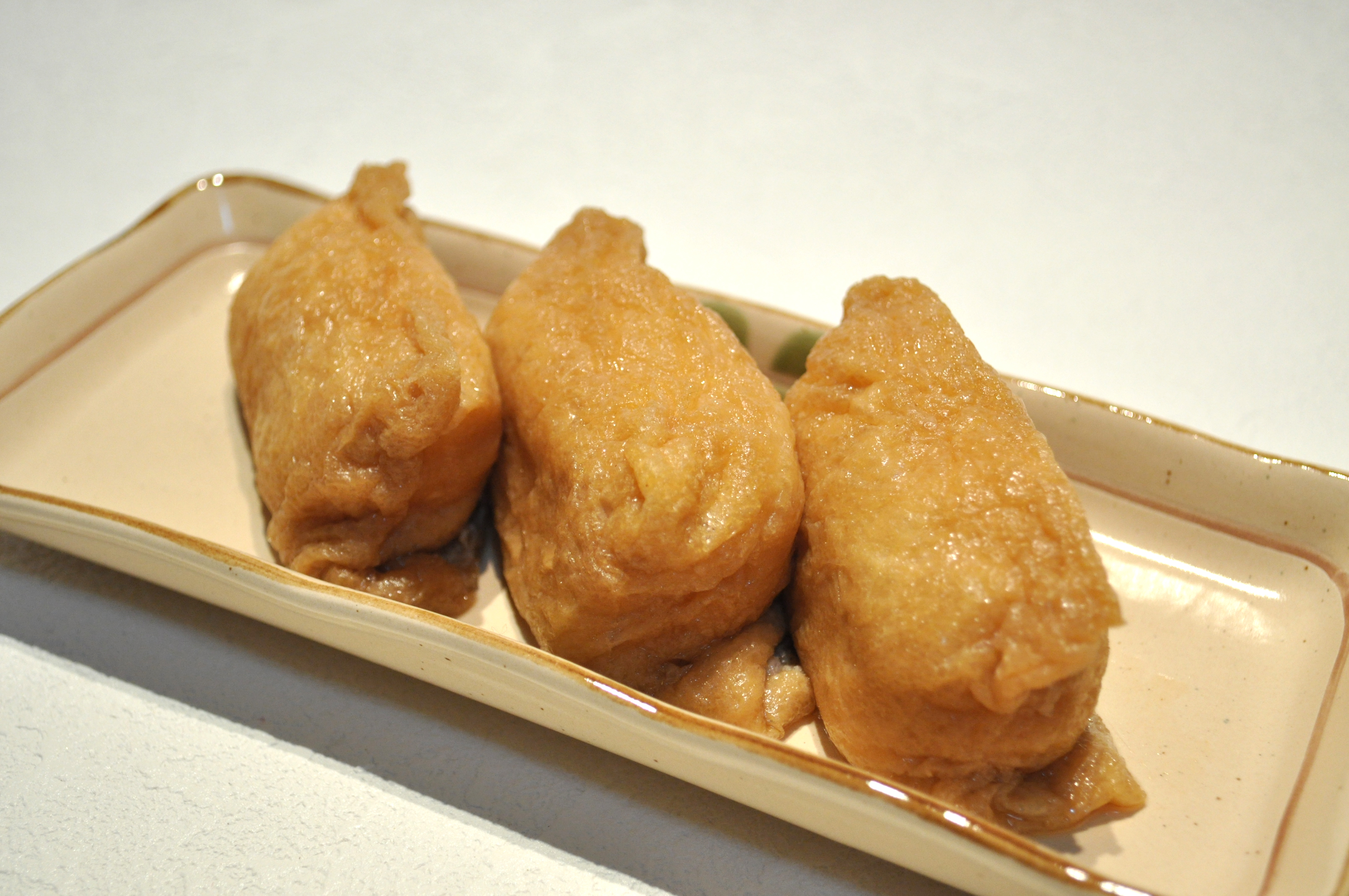
Inarizusi

A makizusi (巻寿司, 'tekert szusi') vagy makimono (巻物, 'tekercsvariáció') henger alakú, készítésekor a rizst és tölteléket leggyakrabban noriba tekerik (időnként vékony omlettbe vagy szójapapírba tekerve is előfordulhat). A tekercset hat-nyolc szeletre vágják fel. Összetekerését a makiszu (巻き簾) nevű kis bambuszszőnyeg segítségével végzik. Leggyakoribb fajtái:
A futomaki (太巻, 'vastag/nagy tekercs') noriba tekert vastag tekercs, 3–4 cm átmérőjű is lehet. Két-háromféle töltelék található benne, ezeket úgy válogatják össze, hogy ízben és színben is kiegészítsék egymást. Gyakran vegetáriánus, de előfordul kaviárral vagy apróra vágott tonhallal töltve is. A szecubun nevű ünnepen Kanszaiban hagyományosan tekercs alakban eszik, anélkül, hogy szeletekre vágnák, itt a neve ehó-maki (恵方巻, 'boldog irány tekercsek').
A hoszomaki (細巻, 'vékony tekercs') noriba tekert vékony tekercs, kb. 2 cm átmérőjű. Rendszerint egyfajta tölteléke van, gyakran tonhal, uborka, kanpjó, vékonyra vágott répa, újabban avokádó is. Egy fajtája az uborkával töltött kappamaki (河童巻), nevét a kappa nevű mitikus vízi lényről kapta, aki kedveli az uborkát. Hagyományosan nyers hal és más fogások közt eszik, hogy a fogások íze elváljon egymástól. A nyers tonhal töltelékű tekkamaki (鉄火巻) szintén a hoszomaki egy fajtája. Egy hiedelem szerint neve a 'tűzforró vas' jelentésű tekka a hal húsának színéből ered, valójában a tekkaba (鉄火場) nevű szerencsejáték-szalonokról nevezték el, ahol gyorsan elfogyasztható ételként népszerű volt (a szendvicshez hasonlóan). A negitoromaki (ねぎとろ巻) tölteléke póréhagyma és apróra vágott tonhal, a cunamajomakié (ツナマヨ巻) pedig konzerv tonhal és majonéz.
A temaki (手巻, 'kézi tekercs') kúpformára tekert nori megtöltve. Többnyire tíz cm hosszú, és kézzel eszik, mert evőpálcikával nehezen fogható meg. Legjobb akkor, ha készítése után közvetlenül elfogyasztják, mert a nori magába szívja a nedvességet, veszít ropogósságából és nehezebb átharapni.
Az uramaki (裏巻, 'kifordított tekercs') közepes méretű tekercs, legalább kétféle töltelékkel. Ennél a rizs van kívül és a nori belül: a tölteléket körbeveszi a nori, ezt a rizs, ezen pedig külső borítás, például szezámmag van. Különféle töltelékkel készíthető, például tonhallal, rákkal, avokádóval, majonézzel, uborkával, répával. Japánban nem túl népszerű, mert a többi, noriba burkolt típust könnyebb kézzel megfogni, nyugaton viszont népszerű, mert nincs olyan sötét színe, mint a noriba burkoltnak.

### Osizusi
Az osizusi (押し寿司, 'préselt szusi') oszakai jellegzetesség, elkészítésekor az osibako nevű faforma segítségével kockaformájúra formálják a szusit. A séf a tölteléket helyezi az osibako aljába, erre kerül a szusirizs, ezután rányomja a fedelét, hogy tömör kocka alakuljon ki. A forma eltávolítása után a szusit kisebb darabokra vágják.

### Inarizusi
Az inarizusi (稲荷寿司, 'töltött szusi') egy sült tofuból készített batyu, tölteléke rendszerint sima szusirizs. Nevét Inari sintó istenről kapta, aki a mítosz szerint szereti a sült tofut. A batyu rendszerint hirtelen kisütött tofuból (油揚げ, abura age) készül. Regionális változataiban a batyu készülhet vékony omlettből is, ez a fukuszazusi (帛紗寿司) vagy csakinzusi (茶巾寿司). Nem tévesztendő össze az inarimakival, ahol a sült tofu a szusitekercs tölteléke. A Hawaii-szigeteken népszerű egy nagyobb, édesebb és gyakran répát is tartalmazó változata, ennek helyi neve tölcséres szusi.

### Szukeroku
A Szukeroku (助六, nevét egy, az Edo-korszakban élt férfiról kapta) az inarizusi és makizusi kombinációja, olcsó és gyakran elvitelre készül. A Szukeroku című híres kabukidarab címszereplője egy jóképű férfi, aki egy oirani kurtizán, Agemaki (揚巻, 'sült tekercs') szeretője. Agemaki neve a sült tofura utal. Egy szóbeszéd szerint a szukerokuzusi onnan ered, hogy az Edo-korszakban a darab előadásakor gyakran szolgáltak fel inarizusit és makizusit. Gyakran vegetáriánus.

### Csirasizusi

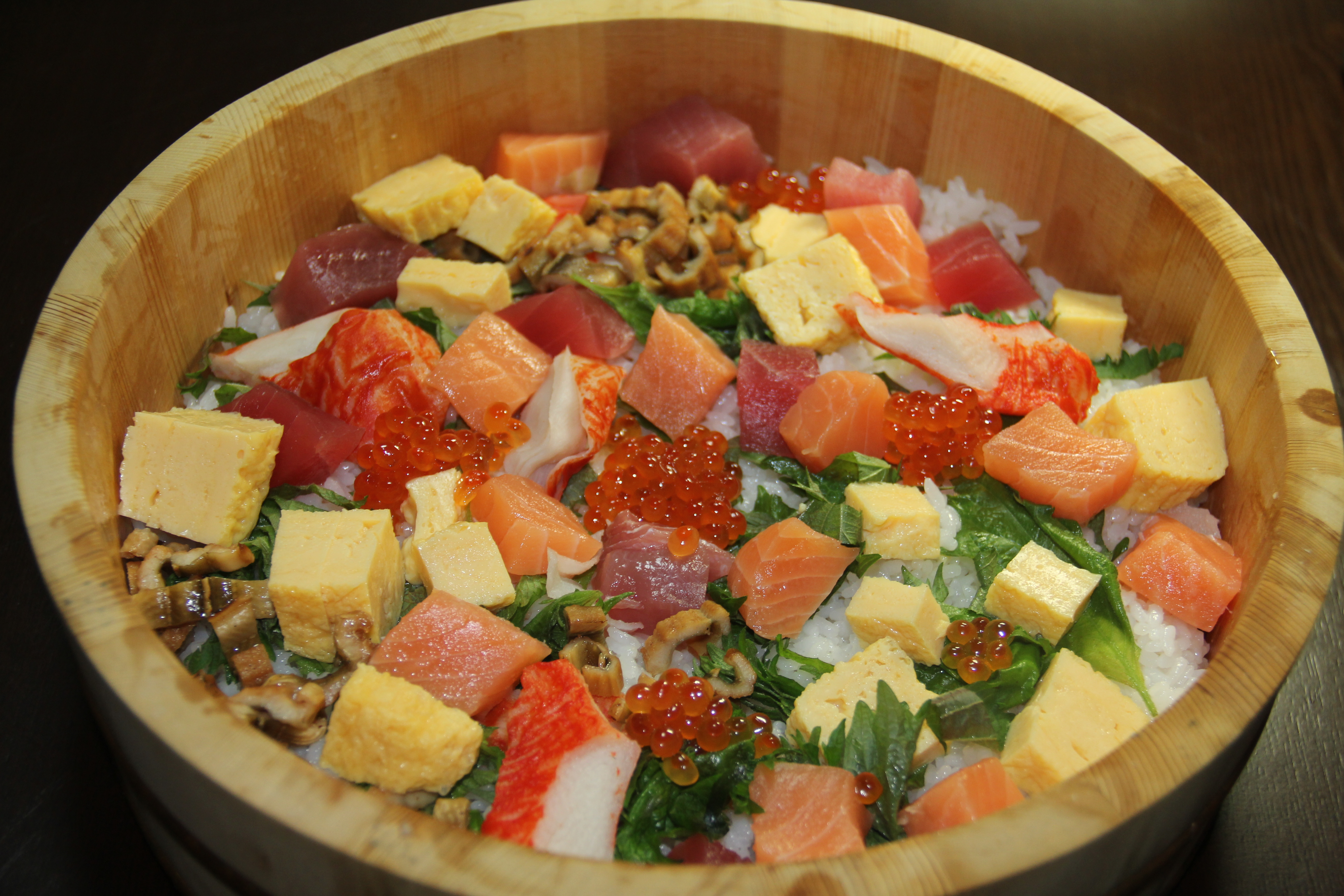
Nama-csirasi, azaz nyers összetevőkkel készült csirasizusi

A csirashizusi (ちらし寿司, 'szétszórt szusi') egy tál szusirizs, amibe belekeverik a többi összetevőt. Japánban népszerű, mert laktató, és gyorsan, könnyen elkészíthető. Sok regionális változata létezik, mert a márciusban ünnepelt Babafesztivál részeként hagyományosan ilyet esznek. Az Edomae csirasizusi (szétszórt szusi Edo módra) olyan nyers összetevőkre utal, melyeket a tál rizs tetejére szórnak, a gomokuzusi (szusi Kanszai módra) főtt vagy nyers összetevőket jelent, amiket a rizsbe belekevernek.

### Narezusi
A narezusi (熟れ寿司, 'érett szusi') a hagyományos erjesztett szusi. A kibelezett halat sóval töltik meg, fahordóba helyezik, sót szórnak rá, majd leszorítják egy nehéz kővel (cukemonoisi). Ahogy múlnak a napok, a víz távozik belőle. Hat hónap után az étel ehető, és további hat hónapig az marad.

### Nyugati típusú szusi
A szusi elterjedtségéből adódóan létrejöttek olyan változatok is, amelyek nyugati országokban ismertek, de Japánban ritkán vagy egyáltalán nem fordulnak elő. Az első, ami népszerűségre tett szert, az ún. kaliforniai tekercs, azóta több más változat is kialakult, például:
| Név                         | Tartalma |
| --------------------------- | --- |
| Kaliforniai tekercs         | avokádó, kani kama (rákszirom) és uborka, gyakran uramaki stílusban |
| Hernyótekercs               | avokádó, unagi, kani kama, uborka |
| Dinamittekercs              | sárgafarkú hal (Seriola quinqueradiata) (hamacsi), ezenkívül a következő töltelékek lehetnek benne: babcsíra, répa, chili, csípős majonéz. Kanada egyes, főleg nyugati részein tempura-rák, maszago (kapelánikra), avokádó és uborka.) |
| Szivárványtekercs           | a kaliforniai tekercs egy változata, különféle szasimivel kiegészítve |
| Póktekercs                  | sült lágyhéjű rák és más töltelékek, például uborka, avokádó, jégcsapretek (daikon) csírája vagy saláta, halikra, csípős majonéz |
| Philadelphiai tekercs       | majdnem mindig füstölt lazacból, krémsajtból, uborkából és/vagy hagymából áll |
| Lazacbőrtekercs             | sült lazacbőr édes mártással és uborkával |
| Ropogós kaliforniai tekercs | kaliforniai tekercs tempura módra kisütve, gyakran édes angolnaszósszal vagy csiliszósszal |
| Seattle-i tekercs           | avokádó, uborka és nyers vagy füstölt lazac |
| B.C. tekercs                | lazacbőr, halikra, uborka, édes szósz |
| Louisianai tekercs          | kék rák (tengeri vagy folyami), csípős majonéz, creole fűszerezés vagy csípős szósz, néha zöldhagyma vagy uborka |

Más változatokba kerülhet póréhagyma, csípős tonhal, marha- vagy csirkehús, terijaki tekercs, okra és zöldségek. Készülhetnek barna és fekete rizsből is, ezek megjelentek a japán konyhában is.
Hawaiion legelterjedtebb a makizusi egy fajtája, melyben konzerv tonhal, tamago, kanpjó, kamaboko, valamint zöld és vörös hana ebi (őrölt szárított rák) található.

## Hozzávalók
Minden szusi sajátos módon elkészített rizsből áll, amit egyéb hozzávalók egészítenek ki.

### Szusirizs
A szusit fehér, rövid szemű japán rizsből készítik, rizsecetből, cukorból, sóból, ezeken kívül ritkán kombuból és szakéból álló öntettel. Szobahőmérsékletre kell hűlnie, mielőtt szusikészítéshez fogunk belőle, máskülönben túl ragacsos lesz. Hagyományosan hangiriben keverik össze, ez egy kerek, lapos aljú faedény vagy -hordó, hozzá falapát (samodzsi).
A szusirizs (szusi-mesi vagy szu-mesi, 酢飯) készítéséhez használt japán rizs eltér az Indiából, Thaiföldről vagy Vietnámból származó hosszú szemű fajoktól. Fő jellemzője a tapadóssága. A túl tapadós rizs kásásnak, míg a nem elég tapadós rizs száraznak érződik. A frissen szüretelt rizsben (sinmai) általában túl sok a víz, ezért plusz idő kell átmosás utána szárításához. Néhány, különféle gasztronómiai hagyományokat keverő (fusion cuisine) étteremben rövid szemű barna rizst, illetve vadrizst is használnak.
A szusirizs vidékenként és akár szakácsonként is eltérő lehet. Leginkább a rizsecetes öntetet variálják: Kelet-Japánban (Kantó régió) többnyire több benne a só, míg Nyugat-Japánban (Kanszai régió) a cukor több.

### Nori

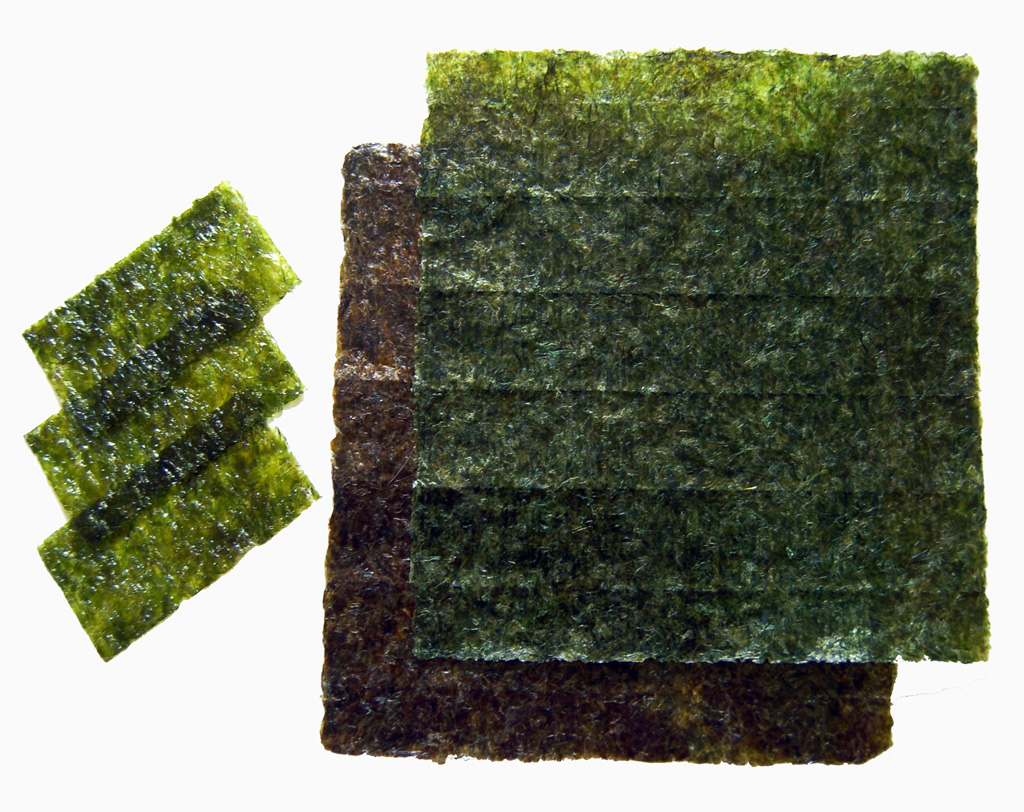
Nori lapok

A makimonóhoz használt fekete tengeri moszat neve nori. A nori egyfajta alga, amit régóta termesztenek Japán kikötőiben. Eredetileg a kikötői cölöpökről vakarták le, majd vékony lapokká laposították és megszárították a napon, hasonlóan a rizspapír készítéséhez. Bár Japánban van, hogy nem pirítják meg, mielőtt étkezési célra használják, az Egyesült Államokban található norimárkák közül van, amelyiket 42 °C-nál magasabb hőmérsékleten szárítanak.
Ma a kereskedelmi forgalomba kerülő norit termesztik, feldolgozzák, megpirítják és kb. 18×20 cm-es lapokban csomagolva forgalmazzák. A magasabb minőségű nori vastag, sima, csillogó zöld, nem lyukacsos. Ha több hónapig tárolják, a színe sötétebb barnásvörösre változhat.
A norilapok szabványos mérete befolyásolja a makimono méretét. Egy teljes lapból futomaki lesz, egy félből hoszomaki és temaki. Gunkan és pár másféle makimono készítéséhez megfelelő méretet kell vágni egy teljes lapból. A nori magában is ehető, kapható sózott vagy terijakiszósszal ízesített változatban is, ez azonban gyakran rosszabb minőségű és nem felel meg szusi készítéséhez.
Fukuszazusi készítésekor a nori helyett használhatnak papírvékony omlettet is. Ezt hagyományosan négyszögletes omlettsütőben (makijakinabe) sütik, és kis batyut készítenek belőle, amibe a rizs és töltelék kerül.

### Töltelékek és feltétek

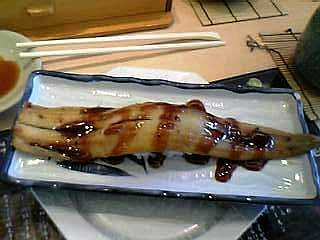
Jaki Anago-Ippon-Nigiri (焼きアナゴ一本握り). Sült, édes szószos tengeri angolna

Egészségügyi és esztétikai okokból a nyersen fogyasztott halnak frissebbnek és jobb minőségűnek kell lennie, mint a főzésre, sütésre szánt halnak. Az amerikai FDA (ételegészségügyi szervezet) javaslata, hogy a nyers halat evés előtt fagyasszuk le, mert ez megöli a parazitákat (bár nem pusztít el minden káros mikroorganizmust). A profi szusiséfek különböző jellemzők (szag, szín, szilárdság) alapján képesek felismerni a hal frissességét és a parazitákat is tudják észlelni. Szusihoz gyakran használt halfajták: tonhal (maguro, siro-maguro), sárgafarkú hal (hamacsi), fekete sügér (kurodai), makréla (szaba) és lazac (szake). A legértékesebb szusiösszetevő a toro, a hal zsíros része. Az aburi-stílus olyan nigiriszusit jelent, ahol a halat részben megsütik, részben nyers. A legtöbb nigiriszusi teljesen nyers.
Más tenger gyümölcsei, melyet szusihoz használnak: tintahal (ika), édesvízi angolna (unagi), tengeri angolna (anago és hamo), polip (tako), tigrisrák (ebi és amaebi), kagyló (mirugai, aojagi és akagi), halikra (ikura, maszago, kazunoko és tobiko), tengerisün (uni), rák (kani) és még különféle kagylók. Az osztriga ritka, mert az ízét nem tartják rizshez illőnek. Rák helyett gyakran használnak kani kamát, egyfajta utánzatot, főleg a kaliforniai tekercsben.

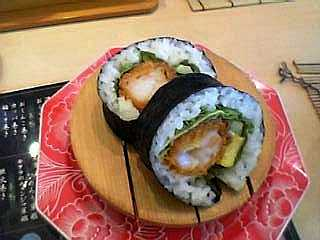
Ebifurai-maki (エビフライ巻き). Angolul: fried-shrimp roll

Gyakori hozzávalók még: tartósított daikonretek (takuan) a sinkomakihoz, tartósított zöldségek (cukemono), érlelt szójabab (nattó) a nattōmakihoz, avokádó és uborka a kappamakihoz, közönséges spárga és jamgyökér, tartósított ume (umebosi), (kanpjó), édeskukorica, majonéz, tofu, nyers fürjtojás. A tamagojaki édes, réteges omlettfajta, szintén gyakori hozzávaló.

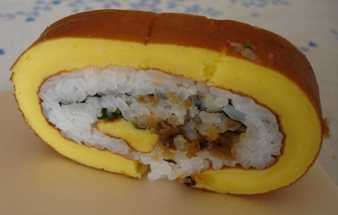
Date-maki (伊達巻). Futomaki édes tamagojakiba bugyolálva

### Szószok
A szusit gyakran eszik különféle szószokkal. Mártogathatják szójaszószba (sóju), és ízesíthetik vaszabival is. Utóbbinak mikrobaölő hatása is van, ez csökkenti az ételmérgezés kockázatát. A vaszabi reszelésének hagyományos eszköze a cápabőr reszelő (szamegava orosi). A vaszabi egy gyakori utánzata (szeijó-vaszabi) retekből és mustárból készül, majd zöldre festik. Az olcsóbb kaiten zusi éttermekben, a bentó-dobozos szusiban és a legtöbb külföldi (nem japán) étteremben ez kapható vaszabi néven. Japánban ezt japán reteknek hívják.
A garit, azaz édes, tartósított gyömbért azért eszik a szusival, hogy segítse az emésztést és kitisztítsa a szájat az egyes falatok közt. Japánban zöld teát is mindig szolgálnak fel a szusihoz, ezt agarinak hívják. A jobb szusiéttermekben mecsa teát is felszolgálnak.

## Tápanyagérték

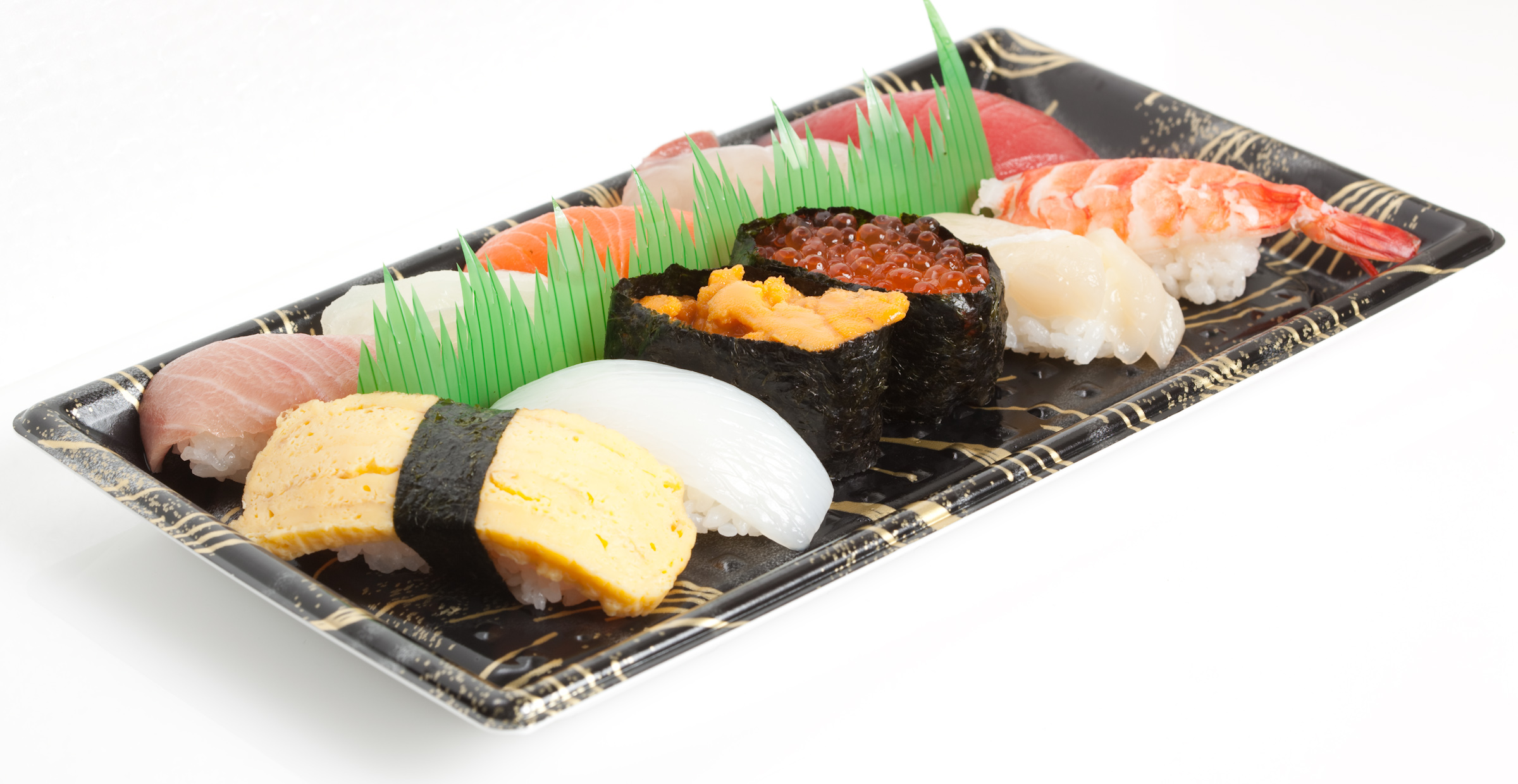
A boltokban a szusit gyakran műanyag tálcán árulják

A szusi hagyományos összetevői, a rizs és nyers hal zsírszegény, fehérjében, szénhidrátban, vitaminban és ásványi anyagokban gazdag ételek. A nyugati szusiról ez nem mondható el, mert vannak benne a hagyományostól eltérő összevetők is, például majonéz, avokádó és sajtkrém. A legtöbb tengeri eredetű összetevő szintén zsírszegény, a bennük található zsír többnyire telítetlen, így sok benne az Omega-3 zsírsav. Mivel gyakran nyersen szolgálják, a sütéshez használt olaj sem ad hozzá a zsírtartalmához.
A hal, tofu, tenger gyümölcse, tojás és sok más töltelék fehérjében igen gazdag. A legtöbb tenger gyümölcsében és szusizöldségben sok a vitamin. Az egyéb tápanyag attól függ, melyik összetevőről van szó, a lazacban a D-vitamin sok, a tengeri rákban a kalcium és a jód. A gari és nori szintén tápanyagban gazdag. A rizs és zöldségek is gazdagok szénhidrátban, a nem hagyományos összetevők némelyike növelheti a szénhidráttartalmat.

### Egészségi kockázatok

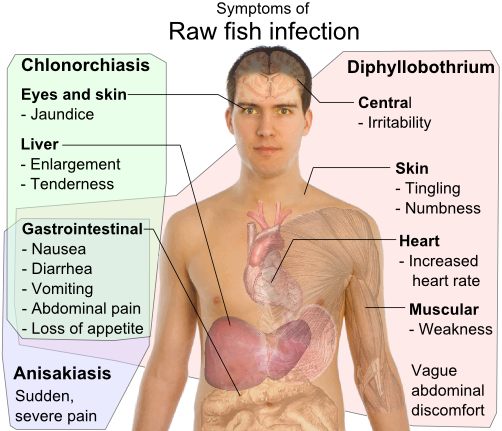
Nyers hal okozta parazitafertőzések különféle tünetei

A szusi fogyasztása más ételekhez hasonlóan nem mentes egészségügyi kockázatoktól, de a megfelelő elkészítéssel ez minimalizálható. Egyes nagyhalakban, például a tonhalban (különös tekintettel a kékúszójú tonhalra) magas lehet a higany szintje, mivel a tengeri tápláléklánc csúcsán helyezkedik el. Ezért ha nagy mennyiségben fogyasztják, higanymérgezést okozhat.
A fejlett világban ritka a nyers hal fogyasztása miatti parazita-fertőzés (az USA-ban évente kb. 40 eset). A fertőzést az élősködő férgek három eltérő képviselője okozhatja; a Clonorchis sinensis, az Anisakis-fajok és a Diphyllobothrium-fajok. Az Anisakis-fertőzés kockázata nagyobb a folyami halaknál (pl. lazac, makréla). E parazitákat általában elpusztítja a főzés, sütés, sóban vagy ecetben tartósítás, illetve a 12 órás vagy hosszabb lefagyasztás.
A szusi egyik fajtájának összetevője a fugu nevű gömbhal, mely komoly mérgezést okozhat. A fugu belső szerveiben halálos dózis tetrodotoxin található, ezért ebből csak engedéllyel rendelkező fuguséf készíthet ételt, miután letette az ehhez szükséges vizsgát.

## Tálalása

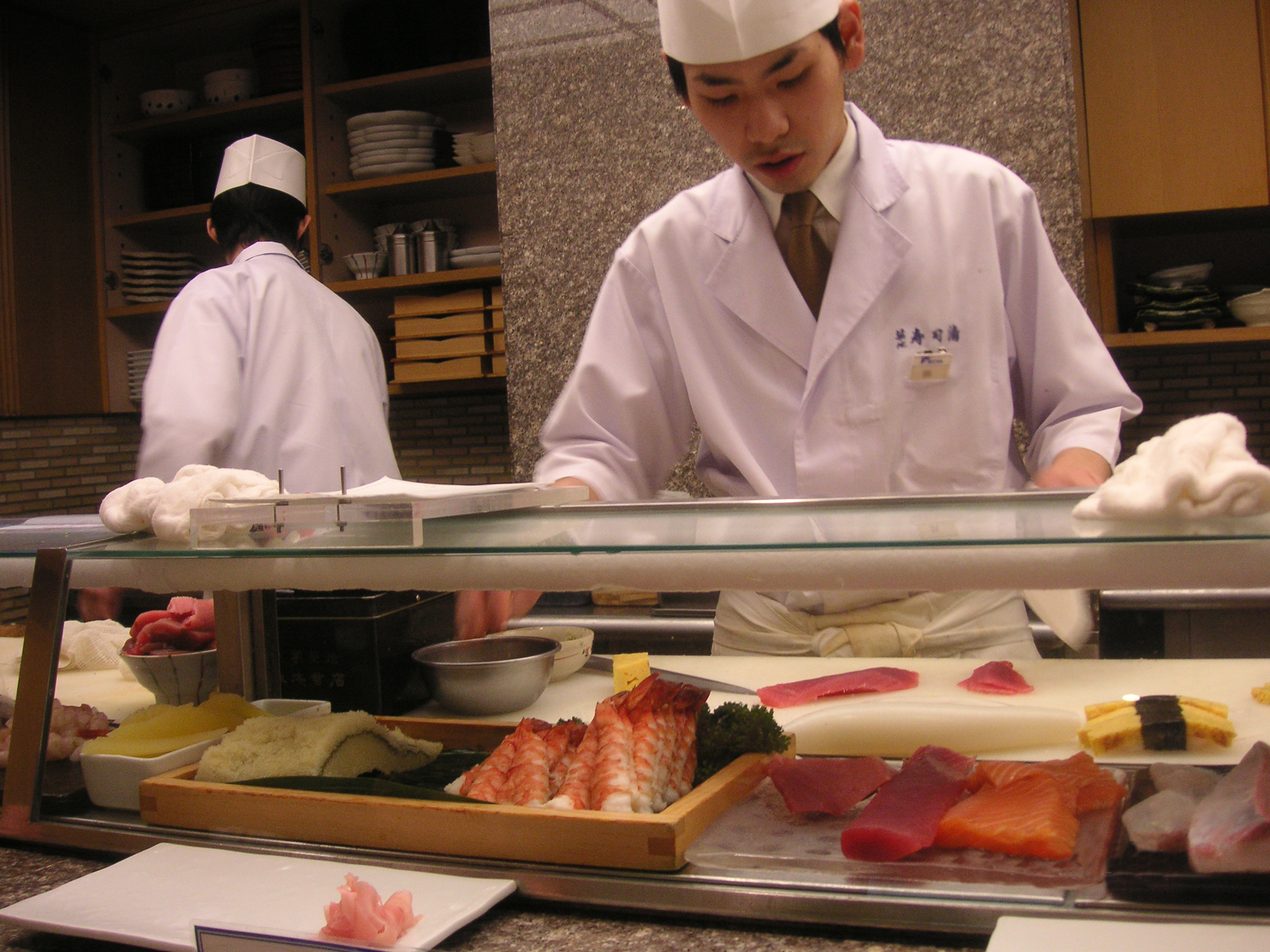
Kiotói szusiséf nigirizusit készít

A szusit hagyományosan minimalista japán stílusban tálalják geometrikus, egy- vagy kétszínárnyalatú fa- vagy lakktányéron. Több szusiétteremben fix áras termékek kaphatóak, melyeket a séf az aznap beszerzett hozzávalókból készít. Ezek különböző fokozatai gyakran a következőek: só-csiku-bai (松竹梅), só/macu (松, fenyő), csiku/take (竹, bambusz) és bai/ume (梅, ume), a macu a legdrágább és az ume a legolcsóbb.
Japánban gyakran kaiten zusi stílusban szolgálják fel, ennek jelentése „forgó szusi”. A különböző színű tányérokon tálalt szusi futószalagon vonul el a vendégek előtt, akik leemelik, amelyik megtetszik nekik; a színek az árkategóriát jelzik, a végén eszerint kell fizetni.

## Szójegyzék
A szusikultúra szókincsének egyes elemei. Ezek legtöbbjét csak szusiéttermekben használják.
- Agari: zöld tea. A hagyományos (szusikultúrán kívüli) japán neve ocsa (お茶).
- Gari: édes, tartósítószerben érlelt, szeletelt gyömbér. Más néven szusigyömbér. Standard japán neve sóga (生姜).
- Gjoku: édes, szögletesre vágott omlett. Standard japánban tamagojaki (卵焼, 玉子焼).
- Muraszaki: szójaszósz. Maga a szó „lilát” jelent. Standard japánban sóju (醤油).
- Neta: a nigiri feltétje, illetve a makimono tölteléke. A standard japánban használt tane (種) szó fordítottja.
- Okandzsó: „számla”, nem illik az oaiszo szót használni. Standard japánban szintén okandzsó (お勘定).
- Otemoto: evőpálcika. Standardban hasi (箸) vagy ohasi.
- Szabi: japán retek, a vaszabi (山葵) rövidítése.
- Sari: ecetes rizs vagy simán rizs. A 'rizs' jelentésű szanszkrit zaali (शालि) vagy szarira szóból eredhet. Standard japánban gohan (ご飯) vagy mesi (飯).
- Cume: édes, sűrű szósz, fő alkotóeleme a szójaszósz. Standard japánban nicume (煮詰め).

## Etikett
A nigirizusit hagyományosan kézzel eszik, mert a rizs olyan laza, hogy a szájban szétesik. Ez formális alkalmakkor is elfogadott, de terjed az evőpálcika használata. A szójaszószt kis szószostálkában tartják, és bár sokan a rizses felét mártják a szószba, az etikett szerint illik megfordítani és a feltétet belemártani, mert a rizs lazasága miatt széteshet. Ha nehéz megfordítani a szusit, egy darab garit a szószba mártva bekenhetjük vele a szusit.
Szasimi evésekor a vaszabi és a szójaszósz keverhető, de szusievéskor ez nem illendő.